# 마샬 비안 서머즈
마샬 비안 서머즈(Marshall Vian Summers, 1949년 1월 28일 ~ )는 미국 작가이자 영적 교사이다. 그는 수많은 책과 팟 캐스트를 저술했으며, 1992년에 설립 된 비영리 단체인 새 메시지 협회의 설립자이다. 이 협회는 그의 책과 가르침을 지원하고 제공하고 있다.